# Drexel Heights, Arizona
Drexel Heights je naseljeno područje za statističke svrhe u američkoj saveznoj državi Arizona. Prema popisu stanovništva iz 2010. u njemu je živjelo 27,749 stanovnika.